# Senec
Senec (în germană Wartberg, în maghiară Szenc) este un oraș din Slovacia cu 14.921 locuitori.

## Demografie
| An:                | 1994   | 2004   | 2014    | 2024    |
| ------------------ | ------ | ------ | ------- | ------- |
| Număr de persoane: | 14.831 | 15.193 | 18.208  | 20.234  |
| Diferență:         |        | +2,44% | +19,84% | +11,12% |

| An:                | 2023   | 2024   |
| ------------------ | ------ | ------ |
| Număr de persoane: | 20.192 | 20.234 |
| Diferență:         |        | +0,20% |